# Lithacodia trifurca
Lithacodia trifurca là một loài bướm đêm trong họ Noctuidae.